# Ácido fluorbenzenossulfônico
Ácido fluorbenzenossulfônico são um grupo de compostos orgânicos que são formados por um anel benzeno halogenado com um átomo de flúor e um grupo sulfônico (–SO2OH), como substituintes. Devido a seus diferentes arranjos, tem-se três isômeros com a fórmula C6H5FSO3.
| Ácido fluorbenzenossulfônico |                                |                                |                                |
| Nome                         | Ácido 2-fluorbenzenossulfônico | Ácido 3-fluorbenzenossulfônico | Ácido 4-fluorbenzenossulfônico |
| Outros nomes                 | Ácido o-fluorbenzenossulfônico | Ácido m-fluorbenzenossulfônico | Ácido p-fluorbenzenossulfônico |
| Fórmula estrutural           |                                |                                |                                |
| Número CAS                   | 35300-35-7                     | 657-47-6                       | 368-88-7                       |
| PubChem                      | 21954703                       | 14534449                       | 46886                          |
| Fórmula química              | C6H5FSO3                       | C6H5FSO3                       | C6H5FSO3                       |
| Massa molar                  | 176,17 g·mol-1                 | 176,17 g·mol-1                 | 176,17 g·mol-1                 |
| Estado físico                | sólido                         | sólido                         | sólido                         |